# Райт (округ, Миннесота)
Райт (англ. Wright County) — округ в штате Миннесота, США. Административный центр — Баффало. По оценочной переписи 2008 года в округе проживают 119 701 человек. Площадь — 1850 км², из которых 1711,1 км² — суша, а 138,9 км² — вода. Плотность населения составляет 53 чел./км².

## История
Округ был основан в 1855 году.